# Бесконечная Земля
«Бесконечная Земля» (англ. The Long Earth) — фантастический роман английских писателей Терри Пратчетта и Стивена Бакстера, первая книга из одноимённого цикла. На русском языке роман издан 1 июля 2014 года издательством «Эксмо» в переводе В. Сергеева, также существуют неофициальные переводы под названием «Долгая Земля».
Идея о цепочке параллельных миров пришла Терри Пратчетту более 25 лет назад, но, в связи с работой над циклом «Плоский мир», замысел не был реализован.

## Сюжет
Однажды в интернете появилась схема простого устройства, которое мог собрать каждый. Устройство позволило совершать путешествия между параллельными мирами и человечество открыло бесконечное количество параллельных «Земель», представляющих собой различные ветки развития Земли, но без людей.
Главные герои книги Джошуа Вальенте — человек, способный странствовать между измерениями без всяких устройств, и Лобсанг — первый искусственный интеллект, которому удалось добиться официального признания себя человеком, ведут поиск «конца миров», параллельно изучая миры и других разумных существ из этих миров.

## Цикл «Бесконечная Земля»
Помимо романа «Бесконечная Земля» в цикл входят романы «Бесконечная война» (англ. The Long War), «Бесконечный Марс» (англ. The Long Mars), рабочим названием которого изначально было «The Long Childhood», «The Long Utopia» и «The Long Cosmos».

## Критика
Учитывая болезнь Терри Пратчетта, существуют сомнения в его весомом вкладе в написание «Бесконечной Земли» и предположение о том, что идеи Пратчетта были на практике реализованы менее именитым Стивеном Бакстером.
В 2012 году роман победил в номинации лучшее фантастическое произведение Goodreads Choice Award.